# Wacholderheide Rauschbart
Die Wacholderheide Rauschbart ist ein vom Horber Landrat am 9. Dezember 1937 durch Verordnung ausgewiesenes Landschaftsschutzgebiet auf dem Gebiet der Stadt Horb am Neckar im Landkreis Freudenstadt.

## Lage
Das Landschaftsschutzgebiet Wacholderhiede Rauschbart liegt südlich des Stadtteils Haugenstein am linken Talhang des Haugenlochs, einem kleinen Nebental des Neckartals. Es gehört zum Naturraum Obere Gäue.

## Landschaftscharakter
Die Wacholderheide Rauschbart ist heute weitgehend bewaldet, der ursprüngliche Heidecharakter ist kaum noch erkennbar. Zwei kleinere Flächen im Schutzgebiet werden noch als Mähwiesen genutzt.

## Zusammenhängende Schutzgebiete
Das Landschaftsschutzgebiet grenzt im Südwesten an das größere Landschaftsschutzgebiet Südhänge des Neckartales, Berghänge des Haugenloches, Alte Bildechinger Steige, Altheimer Tal und angrenzende Hochflächen. und gehört größtenteils zum FFH-Gebiet Horber Neckarhänge.